# Natalija Imbrišak
Natalija Imbrišak (Koprivnica, 30. studenog 1967.), hrvatska je orguljašica, profesorica orgulja i teorijskih glazbenih predmeta.

## Životopis
Natalija Imbrišak rođena je 1967. u Koprivnici. U rodnom gradu započela je glazbeno školovanje, a nastavila u Srednjoj glazbenoj školi ˝Vatroslav Lisinski˝ u Zagrebu. Na Muzičkoj akademiji u Zagrebu diplomirala je 1990. teoretske glazbene predmete (A. Klobučar ), a 1994. orgulje (Ž. Dropulić, M. Penzar).
Nakon trogodišnjeg usavršavanja iz orgulja na ˝Conservatoire Royal de Musique˝ u Bruxellesu u klasi prof. Jeana Ferrarda, stječe magisterij umjetnosti iz orgulja na Muzičkoj akademiji u Zagrebu. Za vrijeme boravka u Bruxellesu 
usavršavala se i u slijedećim disciplinama: kontrapunkt, praktična harmonija i glazbena analiza.
U Glazbenoj školi ˝Vatroslav Lisinski˝ u Zagrebu predavala je teoretske glazbene predmete, u Glazbenoj školi u Koprivnici teoretske glazbene predmete i glasovir, a od 1997. predaje orgulje u Glazbenoj školi u Varaždinu.
2011. godine unaprijeđena je u zvanje profesora mentora, 2016. godine u zvanje profesora savjetnika, te ponovo potvrđena u zvanje profesora savjetnika 2021.
Uz iznimnu pedagošku djelatnost, sudjeluje na mnogobrojnim festivalima i manifestacijama vezanim uz očuvanje i promidžbu orgulja: Zagrebački ljetni festival, Varaždinske barokne večeri, Sudamja-Split, Organum Histriae u 
Umagu, Ciklus Max Reger u Varaždinu, Orgulje kao europska kulturna baština (međunarodni kongres, Varaždin 2000.), Orguljaški ljetni festival u Pragu, Glazbeni festival u Balingenu...).
Uz akademika prof. Anđelka Klobučara i njemačkog orguljaša Christopha Bosserta sudjelovala je na koncertima prigodom kolaudacije orgulja varaždinske katedrale 1998. godine.
U rodnoj Koprivnici pokrenula je 1996. ciklus koncerata ″Zvuci koprivničkih orgulja″. Od tada redovito svake godine koncertira u župnoj crkvi sv. Nikole (orgulje Adama Žuvića iz 1840.g.) ili u crkvi sv. Antuna Padovanskog u Koprivnici (orgulje tvrtke Rieger, opus 575).
Koncertira kao solist na orguljama i umjetnički suradnik solistima i ansamblima u zemlji i inozemstvu (Belgija, Austrija, Italija, Slovenija, Njemačka, Mađarska, Češka). 
Član je Hrvatskog društva glazbenih umjetnika i Hrvatskog društva glazbenih teoretičara.

## Diskografija

### Albumi
- 2000. – Slavim Te Gospode - mješoviti pjevački zbor crkve sv. Nikole iz Koprivnice, dirigentica: Natalija Imbrišak, (ANIMAton) CD01-02
- 2011. – Barokna razglednica - program koncerta održanog u sklopu 41. Varaždinskih baroknih večeri (Aulos, Varaždin) CD-GV 0149
- 2013. – César Franck i Charles-Marie Widor - djela za orgulje iz perioda francuske romantike (Aulos, Varaždin) CD-GV 0154[5]

### Snimke
- 1992. – Missa Croatica Fortunata Pintarića s mješovitim pjevačkim zborom ″Podravka″ iz Koprivnice za potrebe Hrvatskog radija -  dirigentica: Marija Jurašin, orgulje: Natalija Imbrišak
- 2000. –  praizvedba Fantazije za orgulje a.o. 75 Klanjat će se Tebi Gospodine svi narodi Zemlje varaždinskog skladatelja Davora Bobića – CD međunarodnog kongresa ″Orgulje kao europska kulturna baština″ (Aulos, Varaždin)[6]
- 2021. –  A la marcia za orgulje Mate Lešćana – na digitalnom albumu Hvali, dušo moja s djelima Mate Lešćana (NEXUS production)

## Vanjske poveznice
- Natalija Imbrišak – službene stranice  Arhivirana inačica izvorne stranice od 11. srpnja 2013. (Wayback Machine)